# Île Dean
L'île Dean est une île de l'océan Antarctique incluse dans la barrière de Getz à proximité de la côte septentrionale de la terre Marie Byrd. Située à mi-chemin entre l'île Grant et l'île Siple, elle mesure 37 × 19 km. La pointe Cole, au sud de l'île, fait face à la terre Marie Byrd en marquant la limite entre la côte de Hobbs vers l'ouest et la côte de Bakutis vers l'est.
Cette île a été baptisée en l'honneur de l'officier américain S. L. Dean.